# العشعوش (المضاربة والعارة)

تعديل مصدري - تعديل

العشعوش هي إحدى قرى عزلة المضاربة بمديرية المضاربة والعارة التابعة لمحافظة لحج، بلغ تعداد سكانها 42 نسمة حسب تعداد اليمن لعام 2004.